# Astripomoea nogalensis
Astripomoea nogalensis är en vindeväxtart som först beskrevs av Emilio Chiovenda, och fick sitt nu gällande namn av Bernard Verdcourt. Astripomoea nogalensis ingår i släktet Astripomoea och familjen vindeväxter. Inga underarter finns listade i Catalogue of Life.